# Schiedeella dendroneura
Schiedeella dendroneura är en orkidéart som först beskrevs av Charles John Sheviak och Bye, och fick sitt nu gällande namn av Burns-bal. Schiedeella dendroneura ingår i släktet Schiedeella och familjen orkidéer. Inga underarter finns listade i Catalogue of Life.